# Escola d'Enginyeria de Barcelona Est

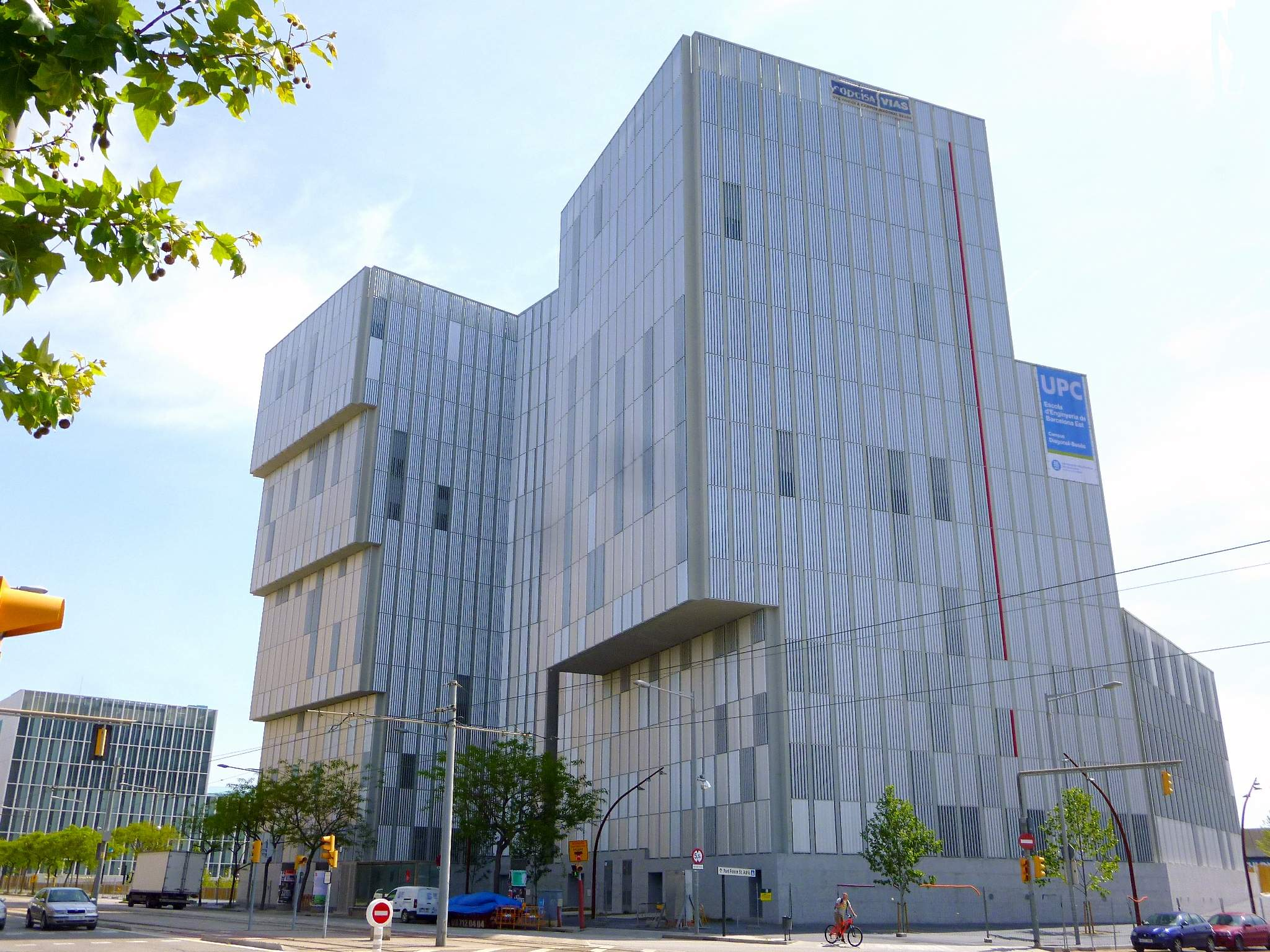
Escola d'Enginyeria de Barcelona Est (EEBE, UPC)

L'Escola d'Enginyeria de Barcelona Est (l'acrònim de la qual és EEBE), és una de les escoles d'enginyeria de la Universitat Politècnica de Catalunya (UPC). Va entrar en funcionament el curs acadèmic 2016-2017 en el Campus Diagonal-Besòs de la UPC, amb 3.500 estudiants. La seva oferta docent inclou diferents graus, màsters, programes de doctorat i acull grups de recerca, alguns d'ells integrats al Centre d'Innovació i Tecnologia de la UPC (CIT UPC) i que formen part també de la xarxa TECNIO de la Generalitat de Catalunya. L'EEBE és el nucli principal del Campus Diagonal-Besòs, situat al barri de La Mina entre les ciutats de Barcelona i Sant Adrià de Besòs.

## Història
L'Escola va néixer l'any 2016 amb un caràcter integrador, que quedava palès en el fet que l'EEBE aglutinava les activitats de docència i de recerca de l'Escola Universitària d'Enginyeria Tècnica Industrial de Barcelona (EUETIB)  i una part de la docència i la recerca vinculada als àmbits de l'enginyeria química i de materials de l'Escola Tècnica Superior d'Enginyeria Industrial de Barcelona (ETSEIB).
L'EEBE va esdevenir així una nova escola de la de la UPC en docència, recerca i innovació en els àmbits de l'enginyeria industrial, especialment en les tecnologies: química, de materials, biomèdica i d'energia.
Actualment té per objectiu consolidar-se com un centre acadèmic d'alta qualitat en l'àmbit de l'enginyeria per a la indústria del segle xxi, capaç d'actuar com a agent de transformació, en col·laboració amb el teixit socioeconòmic del país, i amb una clara vocació internacional.

## Titulacions

### Estudis de grau universitari
- Grau en Enginyeria Biomèdica
- Grau en Enginyeria de l'Energia
- Grau en Enginyeria de Materials (possibilitat de doble titulació)
- Grau en Enginyeria Elèctrica
- Grau en Enginyeria Electrònica Industrial i Automàtica
- Grau en Enginyeria Mecànica (possibilitat de doble titulació)
- Grau en Enginyeria Química (possibilitat de doble titulació)

### Estudis de Màster
- Màster universitari en Ciència i Enginyeria de Materials
- Erasmus Mundus master's degree in Advanced Materials Science and Engineering (AMASE)
- Màster universitari en Enginyeria Química

### Estudis de Doctorat
- Programa de doctorat en Ciència i Enginyeria dels Materials
- Programa de doctorat en Enginyeria de Processos Químics
- Programa de doctorat en Polímers i Biopolímers
- Erasmus Mundus Joint European Doctoral Programme in Advanced Materials Science and Engineering

## Grups de recerca
- Biomecànica de l'Impacte (GRABI)

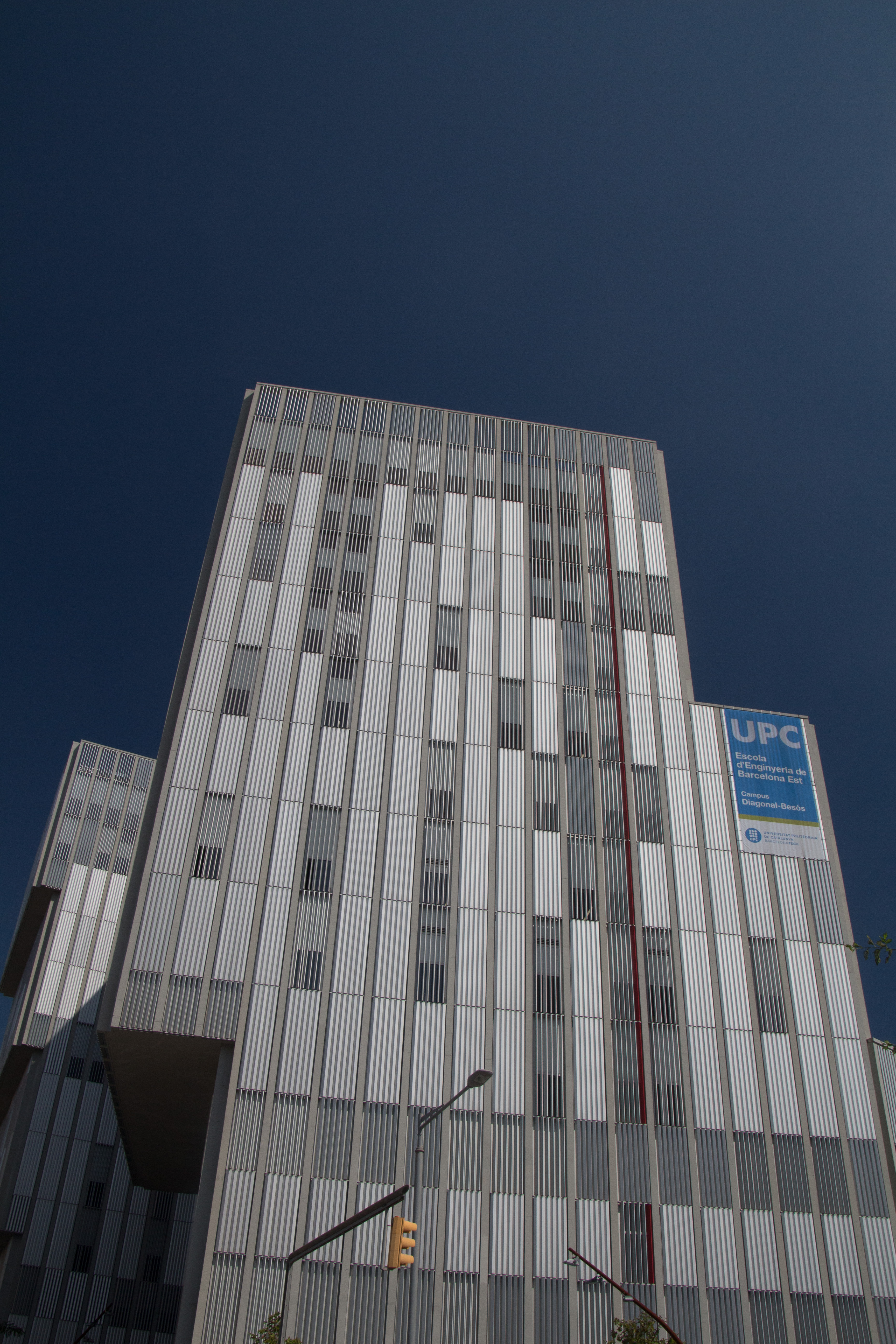

- Control, Dinàmica i Aplicacions (CoDAlab)
- Desenvolupament en Fabricació i Materials (DEFAM)
- Energia Elèctrica, Electrònica de Potència, Automatització i Control de Sistemes (E3PACS)
- Interacció de Superfícies (INSUP)
- Sostenibilitat, Humanisme i Tecnologia (SHT)
- Sostenibilitat en la Generació Distribuïda i les Energies Renovables (SGDER)
- Telegestió de Sistemes (GReTS)
- Laboratori d'Aplicacions Multimèdia (LAM)
- Laboratori de Càlcul Numèric (LaCàN)
- Combinatòria i Teoria del Potencial pel Control de Paràmetres en Xarxes (COMPTHE)
- Anàlisi de Senyals i Sistemes Interdisciplinars en Enginyeria (LASSIE), pertanyent al Centre de Recerca Biomèdica (CREB) que és centre TECNIO
- Centre de Desenvolupament Tecnològic de Sistemes d'Adquisició Remota i Tractament de la Informació (SARTI)
- Astronomia i Astrofísica (GAA)
- Caracterització de Materials (GCM)
- Enginyeria i Microbiologia del Medi Ambient (GEMMA)
- Nanoenginyeria de Materials Aplicats a l'Energia (NEMEN), de l'Institut de Tècniques Energètiques (INTE)
- Laboratori d'Acceleradors de Partícules (LAP), pertanyent al grup de recerca de Dosimetria i Radiofísica Mèdica (DRM) de l'Institut de Tècniques Energètiques (INTE)
- Tecnologia de Polímers i Compòsits (POLYCOM)
- Centre d'Enginyeria de Processos i Medi Ambient (CEPIMA)
- Centre d'Estudis del Risc Tecnològic (CERTEC)
- Centre d'Integritat Estructural i Fiabilitat dels Materials (CIEFMA), que és centre TECNIO
- Biomaterials, Biomecànica i Enginyeria de Teixits (BBT)
- Innovació, Modelització i Enginyeria en (Bio) Materials (IMEM)
- Polímers Sintètics: Estructura i Propietats (PSEP)
- Processos de Conformació de Materials Metàl·lics (PROCOMAME)
- Recuperació de Recursos i Gestió ambiental (R2EM)